# Miss República Dominicana 2018
La Sexagésima edición del Concurso Nacional de Belleza de la República Dominicana o Miss República Dominicana 2018, se realizó el 26 de agosto de 2018, donde Carmen Muñoz coronó a  su sucesora entre 20 candidatas oficiales de diversas partes del país y comunidades dominicanas en el exterior.
La ganadora representará la República Dominicana en el Miss Universo 2018. La Primera Finalista o Miss Continentes Unidos Dominicana irá al Miss Continentes Unidos 2018 mientras tanto la Segunda Finalista o Miss Hispanoamérica Dominicana irá al Reina Hispanoamericana 2018. El top 5 irá a diversos concursos internacionales.

## Resultados
| Resultados Final                   | Candidata |
| ---------------------------------- | --- |
| Miss República Dominicana 2018     | Laguna Salada - Aldy Bernard |
| Miss Continentes Unidos Dominicana | Monte Cristi - Tania Martínez |
| Miss Hispanoamérica Dominicana     | Peravia - Roxannie Rodríguez |
| 3a Finalista                       | Santiago - Yadira González |
| 4a Finalista                       | San José de Ocoa - Onelly Rosario |
| Top 13                             | Com. Dom. En EE.UU. - Lía Rossis Distrito Nacional - Nicole Puello Duarte - Gabriela Franceschini Elías Piña - Paola Horber San Francisco de Macorís - Adlai Aliff San Juan - María Vargas Santo Domingo Este - Creiddy Peña Valverde - Emely Ruiz |

### Premios especiales
| Premio Especial                                                                          | Candidata                           |
| ---------------------------------------------------------------------------------------- | ----------------------------------- |
| Mejor Cuerpo (votado por un panel de la organización de Miss República Dominicana)       | Roxannie Rodríguez (Peravia)        |
| Mejor Rostro (votado por la organización de Miss República Dominicana)                   | Aldy Bernard (Laguna Salada)        |
| Mejor Talento (votado por la organización de Miss República Dominicana)                  | Paola Horber (Elías Piña)           |
| Mejor Traje Típico (votado por un panel de la organización de Miss República Dominicana) | Aldy Bernard (Laguna Salada)        |
| Miss Amistad (votado por las candidatas del certamen)                                    | María Celeste Vargas (La Romana)    |
| Miss Comunicación (votado por el panel del certamen)                                     | Karen Vásquez (Santo Domingo Oeste) |
| Miss Fotogénica (votado por el fotógrafo oficial del certamen)                           | Émely Ruiz (Valverde)               |
| Miss Reality Show (votado por producción de Reality del Miss República Dominicana)       | Paola Horber (Elías Piña)           |

| Predecesor: Carmen Munoz Duarte | Miss República Dominicana 2018 | Sucesor: Clauvid Dály Punta Cana |

## Significado histórico
- Es la primera vez que el municipio de Laguna Salada gana el certamen y en su debut.
- Las provincias que se colocaron en las semifinales el año anterior fueron: Santiago, Duarte, Comunidad Dominicana en Estados Unidos, Distrito Nacional, Santo Domingo Este, Elías Piña y San Juan.
- Monte Cristi no clasificaba desde 2011.
- Peravia y San José de Ocoa no clasificaban desde 2014.
- San Francisco de Macorís no clasificaba desde 2015.
- Valverde no clasificaba desde 2016.
- Santiago se colocó por el 61.º año consecutivo.
- Distrito Nacional se colocó por undécimo año consecutivo.
- Comunidad Dominicana en Estados Unidos se colocó por décimo año consecutivo.
- Regresa el Top 13, el cual no se realizaba desde 2013.

## Candidatas
Las 20 Candidatas oficiales.
| Representa                  | Candidata                              | Edad | Altura          | Ciudad de residencia       |
| --------------------------- | -------------------------------------- | ---- | --------------- | -------------------------- |
| Com. Dom. En Estados Unidos | Lía Dashira Rossi Gómez                | 21   | 1,73 m (5′ 8″)  | Nueva York                 |
| Distrito Nacional           | Nicole Esmeralda Puello Mieses         | 22   | 1,76 m (5′ 9″)  | Santo Domingo              |
| Duarte                      | Gabriela María Franceschini Faynete    | 26   | 1,80 m (5′ 11″) | Santo Domingo              |
| Elías Piña                  | Paola Margarita Horber Moreno          | 26   | 1,82 m (6′ 0″)  | Pedro Santana              |
| Laguna Salada               | Aldy María Bernard Bonilla             | 23   | 1,84 m (6′ 0″)  | Laguna Salada              |
| La Romana                   | María Celeste Vargas Medina            | 19   | 1,65 m (5′ 5″)  | La Romana                  |
| La Vega                     | Jelissa Alexandra Santos Peña          | 23   | 1,83 m (6′ 0″)  | Concepción de La Vega      |
| Monte Cristi                | Tania Esmeralda Martínez Schnard       | 19   | 1,81 m (5′ 11″) | Pepillo Salcedo            |
| Peravia                     | Roxannie Alexis Rodríguez Peña         | 26   | 1,83 m (6′ 0″)  | Baní                       |
| Puerto Plata                | Jeimmy Rosaura Vargas Salvador         | 24   | 1,76 m (5′ 9″)  | San Felipe de Puerto Plata |
| San Francisco de Macorís    | Adlai Mercedes Aliff Toribio           | 26   | 1,80 m (5′ 11″) | San Felipe de Puerto Plata |
| San José de Ocoa            | Onelly Yasmín Rosario Pujols           | 23   | 1,76 m (5′ 9″)  | San José de Ocoa           |
| San Juan                    | María Eugenia Vargas de los Santos     | 23   | 1,78 m (5′ 10″) | San Juan de la Maguana     |
| San Pedro de Macorís        | Eloína Altagracia Hernández Ríchardson | 22   | 1,79 m (5′ 10″) | San Pedro de Macorís       |
| Santiago                    | Yadira Alexandra González Cabrera      | 18   | 1,72 m (5′ 8″)  | Santiago de los Caballeros |
| Santo Domingo Este          | Creiddy Esmeralda Peña Torres          | 19   | 1,68 m (5′ 6″)  | Santo Domingo              |
| Santo Domingo Norte         | Luisana Margarita Morretta Guzmán      | 22   | 1,78 m (5′ 10″) | Santo Domingo              |
| Santo Domingo Oeste         | Karen Emilia Vásquez Jiménez           | 22   | 1,75 m (5′ 9″)  | Santo Domingo              |
| Valverde                    | Emely Altagracia Ruiz Acosta           | 23   | 1,82 m (6′ 0″)  | Laguna Salada              |
| Villa Altagracia            | Johanny Ureña Fortuna                  | 25   | 1,73 m (5′ 8″)  | Villa Altagracia           |

## Candidatas en otros concursos
Las candidatas actuales que compitieron anteriormente en otros concurso de belleza:
Miss República Dominicana 2015
- Duarte: Gabriela Franceschini 
  - Como Distrito Nacional
    - Top 10

Miss República Dominicana 2017
- San Francisco de Macorís: Adlai Aliff
  - Como Puerto Plata
    - Top 13

Miss República Dominicana 2017
- Santo Domingo Oeste: Karen Vásquez
  - Como Sánchez Ramírez

 Miss Latina Long Island 2018
- Peravia: Rosanny Rodríguez
  - Ganadora

 Miss Florida USA 2017
- Valverde: Emely Ruiz

 Miss República Dominicana Tierra 2013
- San Juan: María Vargas 
  - Como San Juan
    - Ganadora

Miss Tierra 2013
- San Juan: María Vargas

Miss República Dominicana Santiago 2018.
- Yadira González
  - Ganadora

 Miss Mundo Dominicana 2015
- Santo Domingo de Guzmán: Luisana Morretta 
  - Como San Juan